# Darius Bazley

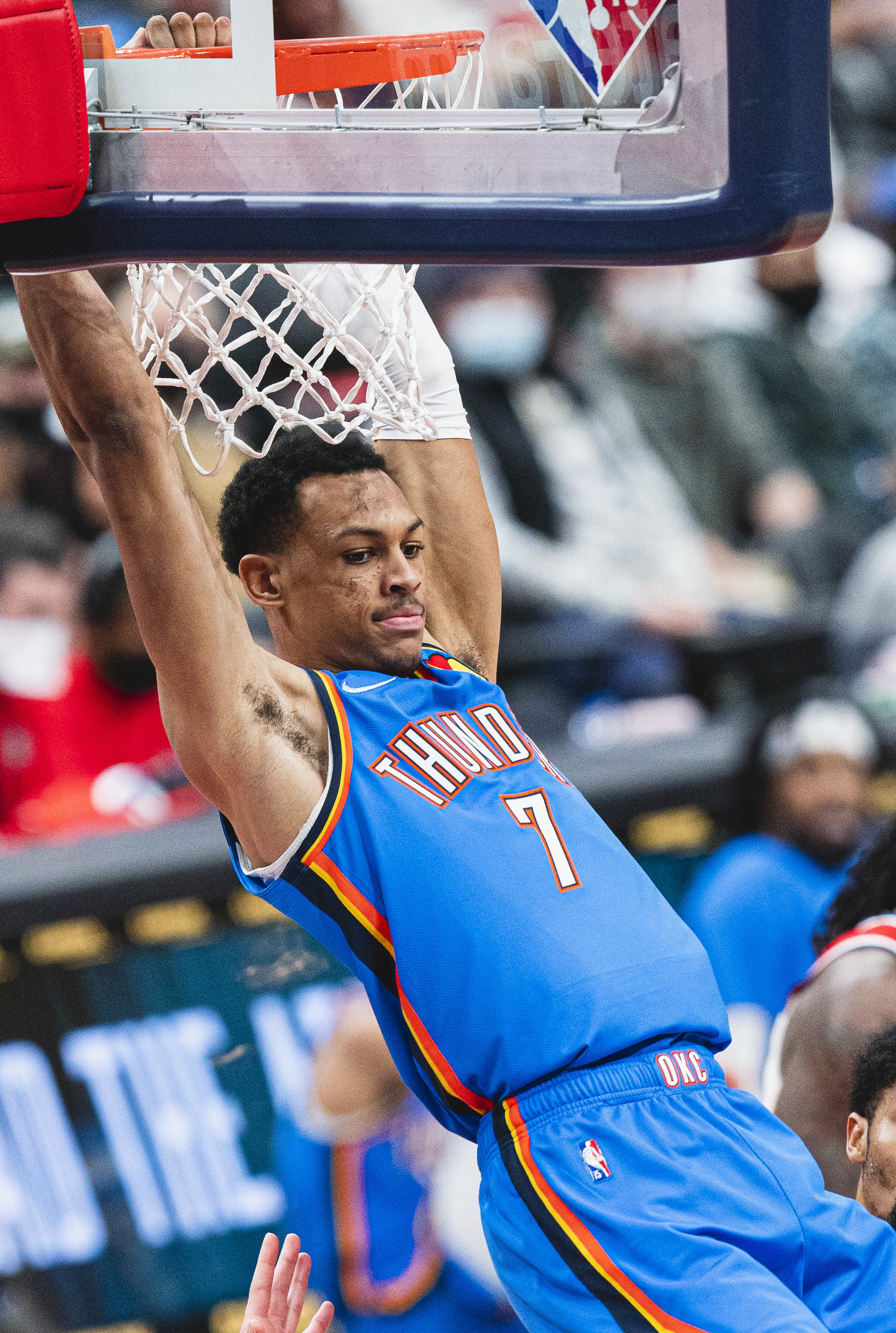
Darius Bazley, 2022.

Darius Denayr Bazley, född 12 juni 2000 i Boston i Massachusetts, är en amerikansk professionell basketspelare (C/PF) som spelar för Utah Jazz i National Basketball Association (NBA). Han har tidigare spelat för Oklahoma City Thunder, Phoenix Suns och Philadelphia 76ers.
Bazley draftades av Utah Jazz i första rundan i 2019 års draft som 23:e spelare totalt.